# Umawera
La communauté de Umawera est une localité située dans la région du Northland, dans l'Île du Nord de la Nouvelle-Zélande.

## Situation
La State Highway 1/S H 1 courre à travers la ville. 
Le village de Mangamuka est au situé au nord-ouest et la ville de Rangiahua se situe à l’est  , .

## Éducation
L’école «Umawera School»est une école publique,mixte, contribuant au primaire (allant de l'année 1 à 6) avec un taux de décile de 2 et un effectif de 40 élèves .